# Tagela noctuidiformis
Tagela noctuidiformis är en fjärilsart som beskrevs av Paul Dognin 1916. Tagela noctuidiformis ingår i släktet Tagela och familjen tandspinnare. Inga underarter finns listade i Catalogue of Life.